# Підгір'я (Червенський район)
Підгір'я (біл. вёска Падгор'е) — село в складі Червенського району Мінської області, Білорусь. Село підпорядковане Смиловичівській селищній раді, розташоване в центральній частині області.